# Richard Armitage
Richard Armitage, född 22 augusti 1971 i Leicester, Leicestershire, är en brittisk skådespelare som i Sverige är mest känd för sin roll som dvärgen Thorin Ekensköld i Hobbit-trilogin, och som Sir Guy av Gisborne i BBC:s storsatsning Robin Hood som producerats 2006-2008 och resulterats i tre säsonger som sänts på TV4. 

## Filmografi
- 1999 – This Year's Love – Självbelåten man på party
- 1999 – Star Wars: Episod I – Det mörka hotet – Slag piloten
- 1999 – Cleopatra – Epiphanes
- 2001 – Macbeth – Angus
- 2001 – Doctors – Dr. Tom Steele
- 2001 – Casualty – Craig Parker
- 2002 – Sparkhouse – John Standring
- 2002–2010 – Spooks – Lucas North
- 2003 – Kalla fötter – Lee
- 2003 – Ultimate Force – Kapten Ian Macalwain
- 2003 – Between The Sheets – Paul Andrews
- 2004 – North & South – John Thornton
- 2005 – Frozen – Steven
- 2005 – Kommissarie Lynley:  Gudomlig proportion – Philip Turner
- 2005 – Malice Aforethought – William Chatford
- 2005 – The Golden Hour – Dr. Alec Track
- 2005 – ShakespeaRe-Told – Peter Macduff
- 2006 – The Impressionists – Ung Claude Monet
- 2006–2007 – Ett herrans liv – Harry Kennedy
- 2006–2008 – Robin Hood – Sir Guy av Gisborne
- 2007 – Inspector George Gently – Ricky Deeming
- 2007 – Miss Marie Lloyd – Percy Courtney
- 2007 – Miss Marple – Philip Durrant
- 2009 – Moving On – John Mulligan
- 2010-2011 – Strike Back – John Porter
- 2011 – Captain America: The First Avenger – Heinz Kruger
- 2012 – Hobbit: En oväntad resa – Thorin Ekensköld
- 2013 – Hobbit: Smaugs ödemark – Thorin Ekensköld
- 2014 – Hobbit: Femhäraslaget – Thorin Ekensköld
- 2014 – Into the Storm – Gary Fuller
- 2015 – Sleepwalker
- 2016 - Brain on fire - Tom Cahalan
- 2016-2019 – Berlin Station – Daniel Miller
- 2016 – Alice i spegellandet – Kung Oleron
- 2018 – Ocean's 8
- 2019 – The Lodge